# Michael W. Doyle
Michael W. Doyle (Honolulu, 14 settembre 1948) è un politologo statunitense, studioso di relazioni internazionali noto come un teorico della pace democratica e autore di Liberalism and World Politics il sedicesimo articolo dell'American Political Science Review più citato in cento anni di storia.
Ha anche scritto ampiamente sulla storia comparata degli imperi e sulla valutazione delle Nazioni Unite nel suo compito di mantenimento della pace.
Egli è un professore universitario di Affari Internazionali, Diritto e Scienze politiche alla Columbia University - School of International and Public Affairs. È il direttore del Columbia Global Policy Initiative e co-dirige il Centro sulla governance globale alla Columbia Law School. La sua più recente pubblicazione è The Question of Intervention: John Stuart Mill and the Responsibility to Protect (Yale Press, 2015.)

## Biografia
Michael W. Doyle si è laureato all'Università di Harvard, dove ha conseguito il suo A.B., M.A. e Dottorato di ricerca in Scienze Politiche. Ha inoltre studiato presso la US Air Force Academy, addestrato come un paracadutista a Fort Benning e ha completato il servizio militare nel Massachusetts Air National Guard.

## Carriera
Doyle ha insegnato presso l'Università di Warwick, l'Università Johns Hopkins, l'Università di Princeton e la Yale Law School. All'Università di Princeton, ha diretto il Centro di Studi Internazionali e ha presieduto al Comitato di Redazione e al Comitato delle Editori di World Politics. Ha servito come vice presidente e membro anziano dell'Accademia Internazionale della Pace, dove è ora un membro del consiglio di amministrazione. Era inoltre un membro del comitato consultivo della ricerca esterna dell'UNHCR e del comitato consultivo Lessons-Learned Unit of the Department of Peace-Keeping Operations (ONU). È un membro del Council of Foreign Relations di New York.

### Lo studio su Kant
Nel suo saggio del 1983 "Kant, Liberal Legacies and Foreign Affairs", Doyle affronta le opinioni e le varie tematiche di Immanuel Kant, in particolar modo quelle riguardanti l'internazionalismo liberale. Doyle discute le due eredità del liberalismo moderno: la pacificazione delle relazioni internazionali tra gli stati liberali e l'imprudenza globale.

### Premi e riconoscimenti
Nel 2001, fu eletto membro dell'American Academy of Arts and Sciences e, nel 2009, dell'American Philosophical Society. Il 15 Luglio 2014, l'Università di Warwick conferì a Doyle la laurea in legge ad honoris causa in riconoscimento alla sua ricerca sulla teoria della pace.

### Servizio pubblico
Doyle ha svolto il ruolo Vice Segretario Generale e Consigliere Speciale dell'ex-Segretario Generale delle Nazioni Unite Kofi Annan. Nell'ufficio esecutivo del Segretario Generale, è stato responsabile della pianificazione strategica, compresi gli obiettivi di sviluppo del Millennio, di sensibilizzazione per il settore delle corporazioni internazionali attraverso il Global Compact, e le relazioni con Washington. 
È stato anche presidente del United Nations Democracy Fund dal 2007 al 2013, eletto dai membri e nominato dal Segretario Generale delle Nazioni Unite Ban Ki-moon

## Vita privata
Doyle è sposato con Amy Gutmann, Presidente dell'Università della Pennsylvania. La loro figlia, Abigail Doyle, ha conseguito il suo A.B., A.M., e dottorato di ricerca in chimica all'Università di Harvard. Abigail è attualmente professoressa di chimica a Princeton dove dirige un laboratorio conosciuto come The Doyle Group.